# کانال اتر

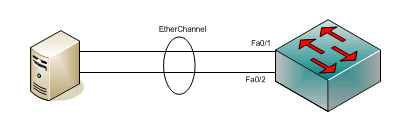
کانال اتر بین سوئیچ و سرور

کانال اتر به انگلیسی (EtherChannel)، یک فناوری تجمیع پیوند پورت یا معماری کانال پورت است که عمدتاً در سوئیچ‌های سیسکو استفاده می‌شود. این امکان گروه بندی چندین پیوند فیزیکی اترنت را برای ایجاد یک پیوند اترنت منطقی به منظور ارائه پیوندهای تحمل خطا و سرعت بالا بین سوئیچ ها، روترها و سرورها فراهم می کند. یک EtherChannel را می توان از بین دو تا هشت پورت اترنت سریع، گیگابیتی یا 10 گیگابیتی فعال ایجاد کرد، با یک تا هشت پورت غیرفعال ( failover ) اضافی که با از کار افتادن سایر پورت های فعال فعال می شوند. EtherChannel عمدتاً در شبکه اصلی استفاده می شود، اما می تواند برای اتصال ماشین های کاربر نهایی نیز استفاده شود.
فناوری EtherChannel توسط Kalpana در اوایل دهه ۱۹۹۰ اختراع شد. Kalpana توسط Cisco Systems در سال ۱۹۹۴ خریداری شد. در سال ۲۰۰۰، IEEE 802.3ad را تصویب کرد که یک نسخه استاندارد باز EtherChannel است.

## فواید
استفاده از EtherChannel مزایای بی شماری دارد و احتمالاً مطلوب ترین جنبه پهنای باند است. استفاده از حداکثر ۸ پورت فعال با پهنای باند کل ۸۰۰ مگابیت بر ثانیه، ۸ گیگابیت بر ثانیه یا ۸۰ گیگابیت بر ثانیه بسته به سرعت پورت امکان پذیر است. این فرض می‌کند که ترکیبی از ترافیک وجود دارد، زیرا این سرعت‌ها فقط برای یک برنامه کاربردی اعمال نمی‌شوند. می توان آن را با اترنت در حال اجرا بر روی سیم کشی جفت تابیده، فیبر تک حالته و چند حالته استفاده کرد.
از آنجایی که EtherChannel از سیم کشی موجود بهره می برد، آن را بسیار مقیاس پذیر می کند. می توان از آن در تمام سطوح شبکه برای ایجاد پیوندهای پهنای باند بالاتر با افزایش نیازهای ترافیکی شبکه استفاده کرد. تمامی سوئیچ های سیسکو قابلیت پشتیبانی از EtherChannel را دارند.
وقتی یک EtherChannel پیکربندی می شود، همه آداپتورهایی که بخشی از کانال هستند، آدرس لایه 2 (MAC) یکسانی را به اشتراک می گذارند. این امر EtherChannel را برای برنامه های کاربردی شبکه و کاربران شفاف می کند زیرا آنها فقط یک اتصال منطقی را می بینند. آنها هیچ اطلاعی از پیوندهای فردی ندارند.
EtherChannel ترافیک را در تمام پورت های فعال موجود در کانال جمع می کند. پورت با استفاده از یک الگوریتم هش اختصاصی سیسکو، بر اساس آدرس‌های MAC مبدا یا مقصد، آدرس‌های IP یا شماره پورت‌های TCP و UDP انتخاب می‌شود. تابع هش عددی بین 0 تا 7 می دهد و جدول زیر نحوه توزیع 8 عدد در بین ۲ تا ۸ پورت فیزیکی را نشان می دهد. در فرضیه الگوریتم هش تصادفی واقعی، پیکربندی‌های 2، 4 یا ۸ پورت منجر به متعادل‌سازی بار منصفانه می‌شوند، در حالی که پیکربندی‌های دیگر منجر به تعادل بار ناعادلانه می‌شوند.
| تعداد پورت ها در کانال اتر | تعادل بار نسبت بین پورت ها |
| -------------------------- | -------------------------- |
| ۸                          | 1:1:1:1:1:1:1:1            |
| ۷                          | 2:1:1:1:1:1:1              |
| ۶                          | 2:2:1:1:1:1                |
| ۵                          | 2:2:2:1:1                  |
| ۴                          | 2:2:2:2                    |
| ۳                          | 3:3:2                      |
| ۲                          | 4:4                        |

تحمل خطا یکی دیگر از جنبه های کلیدی EtherChannel است. اگر پیوندی از کار بیفتد، فناوری EtherChannel به طور خودکار ترافیک را در بین پیوندهای باقیمانده توزیع می کند. این بازیابی خودکار کمتر از یک ثانیه طول می کشد و برای برنامه های کاربردی شبکه و کاربر نهایی شفاف است. این باعث می شود آن را برای برنامه های کاربردی حیاتی بسیار انعطاف پذیر و مطلوب کند.
پروتکل درخت پوشا (STP) را می توان با EtherChannel استفاده کرد. STP همه پیوندها را به عنوان یک واحد در نظر می گیرد و BPDU ها فقط یکی از پیوندها را ارسال می کنند. بدون استفاده از EtherChannel، STP به طور موثر هر پیوند اضافی بین سوئیچ ها را تا زمانی که یک اتصال قطع شود، خاموش می کند. این جایی است که یک EtherChannel بسیار مطلوب است، این امکان استفاده از تمام پیوندهای موجود بین دو دستگاه را فراهم می کند.
EtherChannels را می توان به عنوان ترانک VLAN نیز پیکربندی کرد. اگر هر یک از پیوندهای یک EtherChannel به عنوان یک VLAN Trunk پیکربندی شود، کل EtherChannel به عنوان یک VLAN Trunk عمل می کند. Cisco ISL ، VTP و IEEE 802.1Q با EtherChannel سازگار هستند.

## محدودیت ها
یک محدودیت EtherChannel این است که تمام پورت های فیزیکی در گروه تجمع باید روی یک سوئیچ قرار گیرند، به جز در مورد یک پشته سوئیچ ، که در آن آنها می توانند روی سوئیچ های مختلف در پشته قرار گیرند. پروتکل SMLT Avaya این محدودیت را با اجازه دادن به پورت های فیزیکی بین دو سوئیچ در یک پیکربندی مثلث یا 4 یا چند سوئیچ در یک پیکربندی مش تقسیم می کند. سیستم سوئیچینگ مجازی سیسکو (VSS) اجازه ایجاد یک کانال اتر چند شاسی (MEC) مشابه پروتکل DMLT را می دهد که به پورت ها اجازه می دهد به سمت شاسی های فیزیکی مختلف که یک موجودیت سوئیچ مجازی واحد را تشکیل می دهند، جمع شوند. همچنین Extreme Networks ممکن است این عملکرد را از طریق M-LAG Multilink Agreggation انجام دهد. سری سوئیچ های Cisco Nexus امکان ایجاد a را فراهم می کندVirtual PortChannel (vPC) بین یک دستگاه راه دور و دو سوئیچ Nexus مجزا. دو سوئیچ Cisco Nexus که در یک vPC دخیل هستند با فناوری Stacking یا VSS تفاوت دارند زیرا Stacking و VSS یک صفحه داده و کنترل را در بین سوئیچ‌های متعدد ایجاد می‌کنند، در حالی که vPC یک صفحه داده واحد را در دو سوئیچ Nexus ایجاد می‌کند در حالی که دو صفحه کنترل را حفظ می‌کند. جداگانه، مجزا.

## اجزاء
EtherChannel از عناصر کلیدی زیر تشکیل شده است:
- پیوندهای اترنت — EtherChannel روی پیوندهایی که توسط استاندارد IEEE 802.3 تعریف شده است، از جمله تمام استانداردهای فرعی کار می کند. همه پیوندها در یک کانال اتر باید سرعت یکسانی داشته باشند.
- سخت افزار سازگار — کل خط سوئیچ های Cisco Catalyst و همچنین روترهای مبتنی بر نرم افزار Cisco IOS از EtherChannel پشتیبانی می کنند. پیکربندی کانال اتر بین یک سوئیچ و یک کامپیوتر به پشتیبانی تعبیه شده در سیستم عامل نیاز دارد. برای مثال FreeBSD از کانال EtherChannel از طریق LACP پشتیبانی می کند. چندین کانال اتر در هر دستگاه پشتیبانی می شوند. تعداد بستگی به نوع تجهیزات دارد. سوئیچ های Catalyst 6500 و 6000 حداکثر 64 کانال اتر را پشتیبانی می کنند. [۱]
- پیکربندی — یک EtherChannel باید با استفاده از Cisco IOS روی سوئیچ‌ها و روتر، و با استفاده از درایورهای خاص هنگام اتصال سرور پیکربندی شود. دو راه اصلی برای راه اندازی EtherChannel وجود دارد. اولین مورد با صدور دستی فرمان بر روی هر پورت دستگاه است که بخشی از کانال اتر است. این کار باید برای پورت های مربوطه در دو طرف کانال اتر انجام شود. راه دوم استفاده از پروتکل Cisco Port Aggregation Protocol (PAgP) برای تجمیع خودکار پورت های اترنت است.

## EtherChannel در مقابل 802.3ad
استانداردهای EtherChannel و IEEE 802.3ad بسیار مشابه هستند و هدف یکسانی را انجام می دهند. چند تفاوت بین این دو وجود دارد، به جز این واقعیت که EtherChannel اختصاصی سیسکو است و 802.3ad یک استاندارد باز است که در زیر ذکر شده است:
هر دو فناوری قادر به پیکربندی خودکار این پیوند منطقی هستند. EtherChannel از LACP و PAgP سیسکو پشتیبانی می کند، در حالی که 802.3ad از LACP استفاده می کند.
LACP حداکثر ۸ لینک فعال و ۸ لینک آماده به کار را می دهد، در حالی که PAgP فقط ۸ پیوند فعال را امکان پذیر می کند.

## همچنین ببینید
- ترانکینگ چند پیوندی تقسیم شده توزیع شده
- تجمع لینک
- پروتکل کنترل تجمع پیوند
- ترانکینگ چند لینکی
- R-SMLT